# Sporormiella muskokensis
Sporormiella muskokensis är en svampart som tillhör divisionen sporsäcksvampar, och som först beskrevs av Roy Franklin Cain, och fick sitt nu gällande namn av S.Iktikhar Ahmed och Roy Franklin Cain. Sporormiella muskokensis ingår i släktet Preussia, och familjen Sporormiaceae. Arten är reproducerande i Sverige.